# Mascarilla N95
La mascarilla N95 es un tipo de mascarilla filtradora de partículas que cumple con el estándar N95 del Instituto Nacional para la Seguridad y Salud Ocupacional de los Estados Unidos de América (NIOSH por sus siglas en inglés). La designación N significa que no filtra aceites, y 95, que filtra hasta el 95% de las partículas aéreas. Es un ejemplo de un respirador de filtro mecánico, que proporciona protección contra partículas, pero no gases o vapores.
El filtro de mascarilla N95 fue inventado por el estadounidense taiwanés Peter Tsai y su equipo, y fue patentado en los Estados Unidos en 1995. La máscarilla/cubrebocas N95 requiere una malla fina de fibras de polímeros sintéticos, también conocida como tela de polipropileno no tejida, que se produce a través de un proceso altamente especializado llamado soplado en fusión que forma la capa de filtración interna que filtra las partículas peligrosas.
Se suelen usar en entornos laborables en que se hallan partículas nocivas y mutagénicas, como la metalurgia, recolección de basura y construcción.
También existen algunos modelos que son avalados por la FDA como dispositivos médicos (ver abajo en su uso en el cuidado de la salud). Es utilizada para evitar contagios de agentes patológicos como tuberculosis, SRAG y COVID-19.

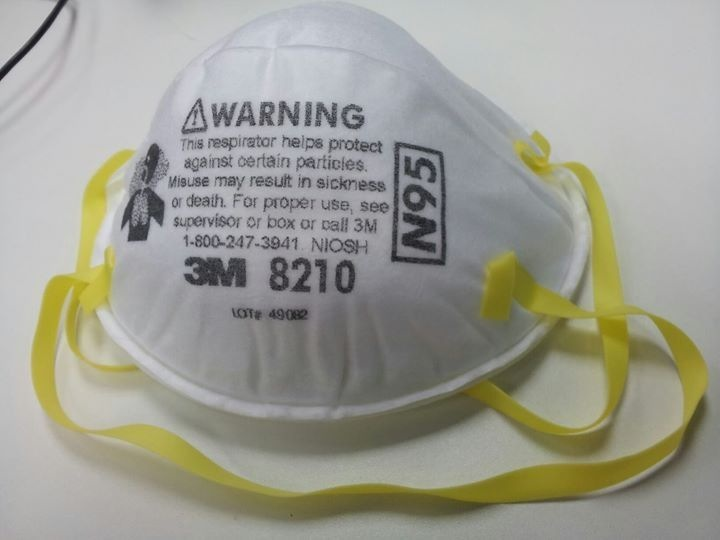
Mascarilla/cubrebocas N95 marca 3M modelo 8210

## Certificación y equivalentes

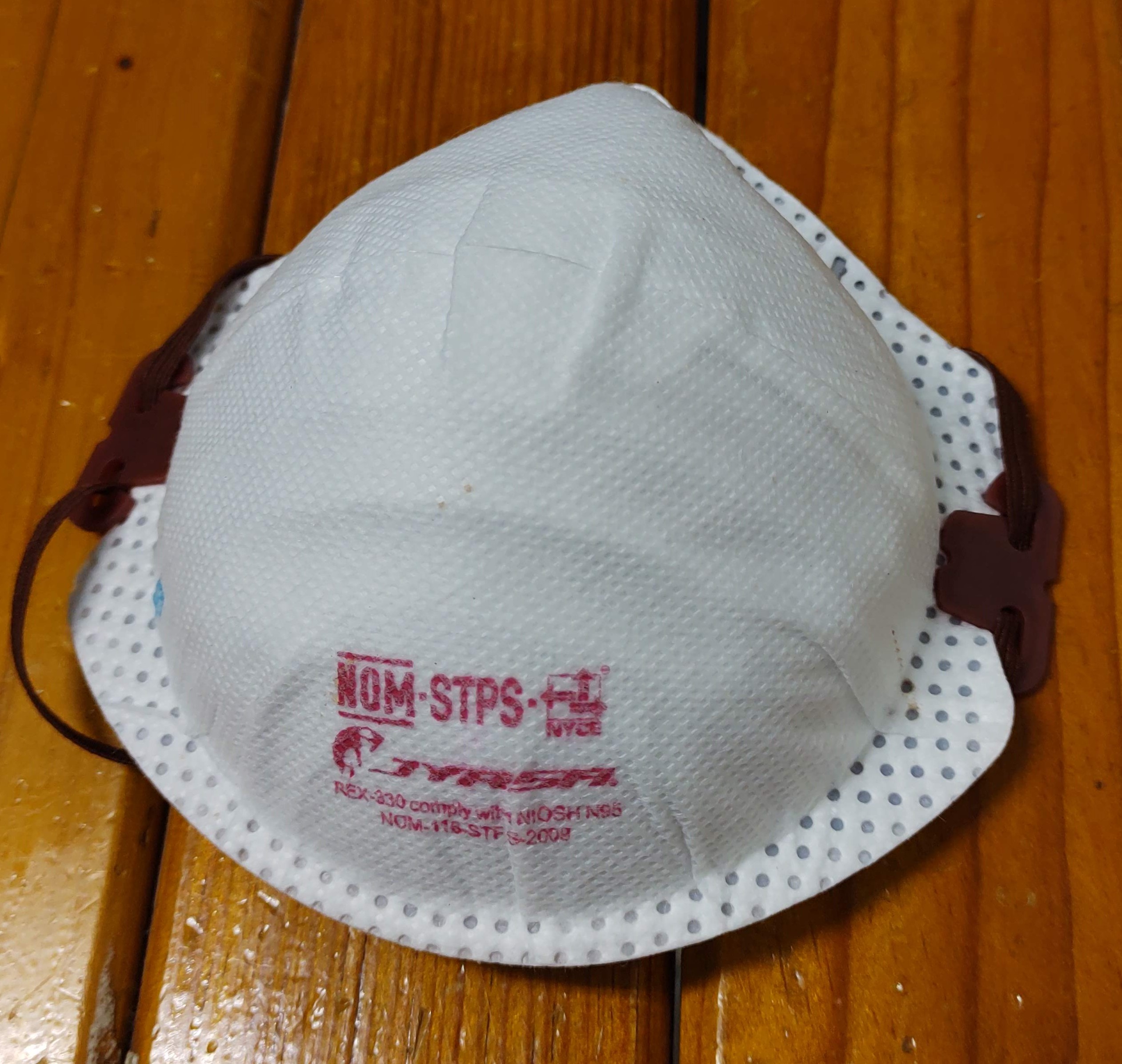
Cubrebocas NOM 116 STPS, certificación mexicana

Las mascarillas N95 deben cumplir con los estándares de desempeño establecidos por el NIOSH como la eficiencia del filtro (se evalúa para medir la reducción en las concentraciones de aerosoles específicos en el aire que pasa a través del filtro), el agente de prueba (el aerosol que es generado durante la prueba de desempeño del filtro), la velocidad de flujo, resistencia a la inhalación y resistencia a la exhalación.
Se consideran funcionalmente equivalentes a ciertas mascarillas/cubrebocas regulados bajo jurisdicciones no estadounidenses las siguientes mascarillas/cubrebocas:
- N95 (México NOM-116-STPS-2009)[7]
- FFP2 (Europa EN 149-2001)
- KN95 (China GB2626-2006)
- P2 (Australia/Nueva Zelanda AS/NZA 1716:2012)
- Korea 1a clase (Korea KMOEL - 2017-64)
- DS (Japón JMHLW-Notificación 214, 2018)

Sin embargo, se utilizan criterios ligeramente diferentes para certificar su rendimiento, un punto de comparación notable son los caudales especificados por estos estándares para las pruebas de resistencia a la inhalación y la exhalación. Las tasas de flujo de prueba de resistencia a la inhalación varían de 40 a 160 L/min. Las tasas de flujo de prueba de resistencia a la exhalación varían de 30 a 95 L/min.

## Breve historia

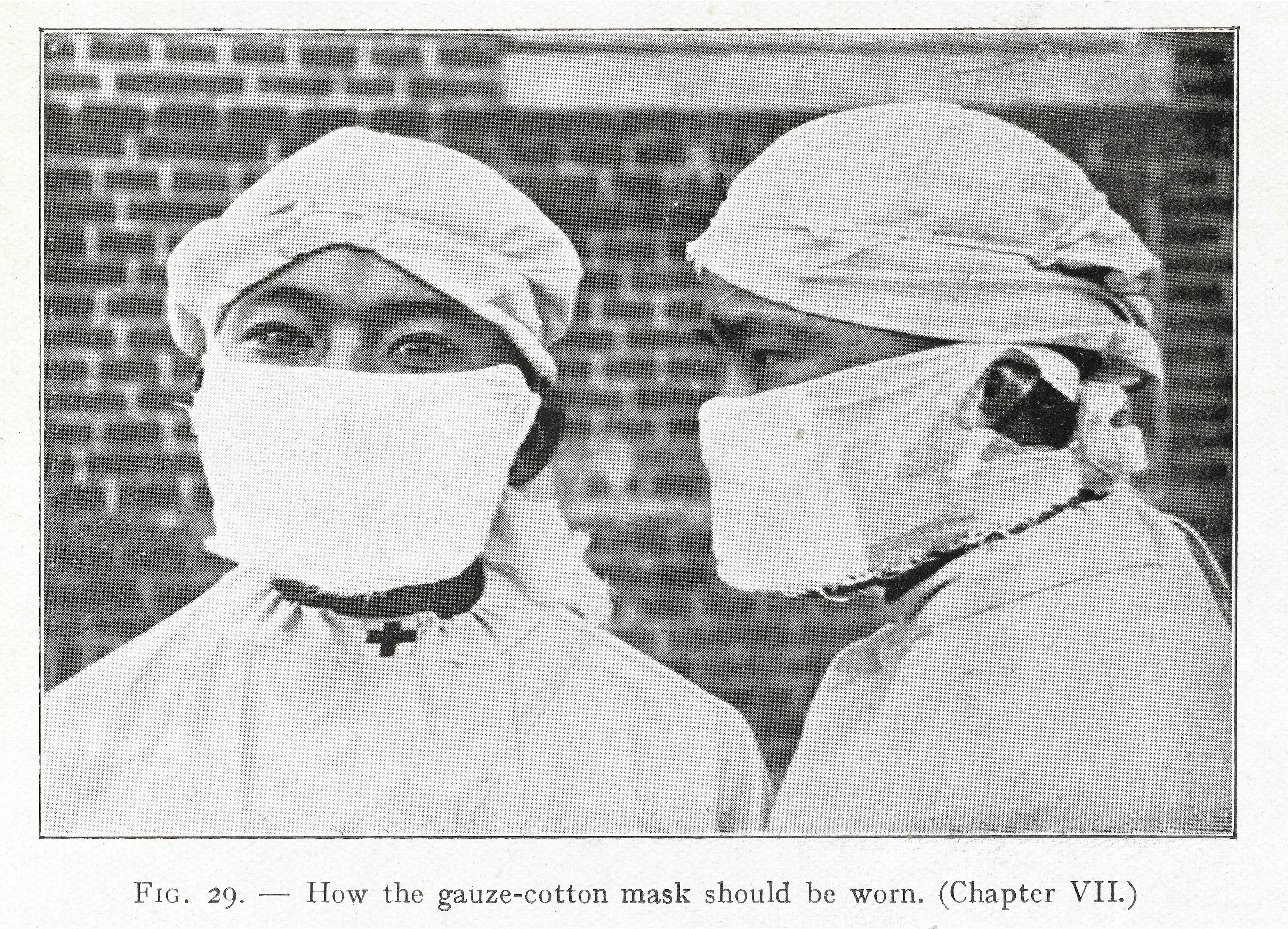
Imagen instructiva del uso de la mascarilla creada por Wu Lien-teh, precursora de la mascarilla N95.

La mascarilla N95 tienen varios predecesores históricos. Un ejemplo fue la mascarilla higiénica desarrollada por Wu Lien-teh durante la Peste de Manchuria (1910-1911). Otro ejemplo fue la máscara antigás desarrollada durante la Primera Guerra Mundial.
En la década de 1970, la Oficina de Minas de los Estados Unidos y NIOSH desarrollaron estándares para respiradores de un solo uso, y el primer respirador N95 de un solo uso (para polvo) fue desarrollado por 3M y aprobado en 1972.
El científico taiwanés-estadounidense Peter Tsai y su equipo inventaron el filtro de mascarilla N95 en 1992 y recibieron la patente de los Estados Unidos en 1995. El material consta de cargas positivas y negativas, que son capaces de atraer partículas (por ejemplo, polvo, bacterias y virus) y atrapar al menos el 95 por ciento de ellas por polarización antes de que las partículas puedan pasar a través de la máscara. La tecnología pronto se utilizó para producir mascarilla N95.

## Modo de uso

### Presentaciones
Así como no existen dos caras iguales, se han creado más de 20 modelos de mascarilla N95 para realizar un ajuste y sellado perfecto en cada usuario.
Pueden ser sin válvula o con válvula, la cual es utilizada para disminuir la sensación de sofocación. Puede ser plegable o rígida, la primera es mejor para un almacenaje más fácil.

### Prueba de ajuste y sellado
La prueba de ajuste y sellado es parte crítica para un programa de protección respiratoria cuando los trabajadores usan mascarillas ajustadas. El departamento de Administración de Seguridad y Salud Ocupacional (OSHA por sus siglas en inglés) exige una prueba de ajuste inicial de la mascarilla para identificar el modelo, estilo y tamaño adecuados para cada trabajador. Además, las mascarillas/cubrebocas ajustados requieren una verificación del sello del usuario cada vez que se coloca uno.
Son compatibles con variedad de lentes de seguridad y protección auditiva. Debe incluir un clip nasal ajustable, reduce el empañamiento que se produce al utilizar lentes de seguridad y ayuda a garantizar un sellado y ajuste mejorados. El diseño de dos bandas y doble punto de unión brinda un ajuste seguro. 
Es de fácil uso debido a su forma ergonómica, que se ajusta al rostro.
- Se toma de la parte externa (el lado del ambiente) sin tocar la parte interna de la mascarilla/cubrebocas (el lado del usuario).
- Se coloca sobre la cara, asegurando que cubra nariz, boca y mentón.
- Se ajusta las bandas elásticas en la zona posterior del cuello y cráneo.
- Se ajusta el clip nasal con ambas manos al mismo tiempo, para evitar fugas, a la forma de la nariz.

### Reutilización en tiempos de escasez
Las mascarillas/cubrebocas N95 están diseñadas como dispositivos de un solo uso, y el centro para el control y prevención de enfermedades (CDC por sus siglas en inglés) recomienda hasta 8 horas de uso continuo, sin embargo cuando hay desabasto de las mismas también se ha descrito diversas estrategias para su reutilización.

#### Rotación de mascarillas/cubrebocas
Este método implica adquirir un número determinado de mascarilla/cubrebocas N95 (el Colegio Americano de Cirujanos recomienda hasta 7) y rotar su uso cada día, lo que les permite secarse durante el tiempo suficiente para que el virus ya no sea viable. Según el Dr. Peter Tsai, el inventor de los medios de filtración contenidos en el N95, “El polipropileno en las mascarillas/cubrebocas N95 es hidrófobo y no contiene humedad. El COVID-19 necesita un huésped para sobrevivir: puede sobrevivir en una superficie de metal por hasta 48 horas, en plástico por 72 horas y en cartón por 24 horas. Cuando la mascarilla/cubrebocas esté seca en 3-4 días, el virus no habrá sobrevivido".

## Su uso en diversas industrias

### En la minería, construcción y pintura
Las mascarillas/cubrebocas N95 se diseñaron originalmente para uso industrial. Está aprobado para protección respiratoria contra polvos (incluyendo carbón, algodón, aluminio, trigo y hierro, producidos principalmente por la desintegración de sólidos durante procesos industriales tales como: esmerilado, lijado, trituración y procesamiento de minerales y otros materiales) y neblinas a base de líquidos no aceitosos.
De acuerdo con el NIOSH, las mascarillas/cubrebocas con filtros de las series N, R y P se recomiendan para concentraciones de partículas peligrosas que son mayores que el límite de exposición ocupacional, pero menores que el nivel inmediatamente peligroso para la vida o la salud.
Para sustancias peligrosas para los ojos, se recomienda una mascarilla/cubrebocas equipado con una careta completa, casco o capucha. No deben usarse durante la lucha contra incendios, en una atmósfera deficiente en oxígeno o en una atmósfera desconocida, ya que en esos casos se recomienda un aparato de respiración autónomo. No deben usarse con gases o vapores peligrosos, para lo cual se recomienda una mascarilla/cubrebocas de cartucho. 

### En el cuidado de la salud
Las mascarillas/cubrebocas N95 utilizados en el cuidado de la salud son una variante específica de la N95 tradicional, que está certificado tanto por el NIOSH y aprobado por el departamento de Administración de Drogas y Alimentos (FDA por sus siglas en inglés) como mascarilla/cubrebocas quirúrgico. Aquí se encuentra un enlace con los modelos de N95 aprobados por la FDA para uso médico.
Como parte de la Ley de respuesta al coronavirus "Familias Primero", se realizaron cambios en las leyes de responsabilidad y certificación para permitir que las mascarillas/cubrebocas industriales se utilicen en entornos de atención médica, en respuesta a la escasez de mascarillas/cubrebocas durante la pandemia de coronavirus 2019-20.
En los Estados Unidos, el OSHA requiere que los trabajadores de la salud que realicen actividades de pacientes sospechosos o confirmados de estar infectados con COVID-19 usen protección respiratoria, como una mascarilla/cubrebocas N95. A diferencia de una mascarilla N95, un cubrebocas quirúrgico no tiene un sello hermético y, por lo tanto, no protege a su usuario contra partículas transportadas por el aire, como material viral.
Las mascarillas/cubrebocas con válvulas de exhalación se pueden usar en un entorno de atención médica cuando no es importante mantener un campo estéril. Las mascarillas/cubrebocas con válvulas de exhalación no deben usarse en situaciones en las que se requiere un campo estéril (por ejemplo, durante un procedimiento invasivo en una sala de operaciones o procedimientos) porque la válvula de exhalación permite que el aire exhalado sin filtrar escape al campo estéril.

#### Aprobación NIOSH
Las mascarillas N95 aprobadas por el NIOSH se usan para reducir la inhalación de ciertas partículas biológicas aéreas como el moho, Bacillus anthracis, Mycobacterium tuberculosis, etc. Algunos ejemplos de aplicaciones pueden ser la planificación de preparación para una emergencia o una pandemia y operaciones de almacenamiento.